# Isohunt
isoHunt var en populär bittorrent-sökmotor på internet. Den skapades 2003 av Gary Fung, som i februari 2006 stämdes för upphovsrättsbrott. 16 januari 2007 blev webbplatsen nedstängd, men den öppnades igen 22 januari. I oktober 2013 stängdes Isohunt permanent och på webbplatsen möts man med meddelandet "A United States federal court has permanently shut down isoHunt.com because it was in violation of copyright law.". Ett par veckor efter nedstängningen öppnades kopior av isoHunt på andra domän, isoHunt.to och isohunt.ee. isoHunts upphovsmän har angett att de inte har något att göra med dessa kopior. Efter att ThePirateBay blev nedstängd den 12 december öppnade isoHunt hemsidan "Oldpiratebay" som fungerar som ThePirateBay. 